# فانيسا مورغان
فانيسا مورغان (بالإنجليزية: Vanessa Morgan) (و. 1992 – م) هي ممثلة، وممثلة أفلام، من كندا، ولدت في أوتوا.

## وصلات خارجية
- فانيسا مورغان على موقع IMDb (الإنجليزية)
- فانيسا مورغان على موقع روتن توميتوز (الإنجليزية)
- فانيسا مورغان على موقع ألو سيني (الفرنسية)
- فانيسا مورغان على موقع أول موفي (الإنجليزية)
- فانيسا مورغان على موقع إن إن دي بي (الإنجليزية)
- فانيسا مورغان على موقع قاعدة بيانات الفيلم (الإنجليزية)
- فانيسا مورغان على موقع كينوبويسك (الروسية)